# AC Legnano
Die ACD Legnano,  offiziell: Associazione Calcio Dilettantistica Legnano, ist ein italienischer Fußballverein aus Legnano, einer Stadt aus der Region Lombardei. Die Vereinsfarben sind Lila und Weiß. Als Stadion dient dem Verein das Stadio Giovanni Mari in Legnano, es bietet Platz für 5.000 Zuschauer.

## Geschichte
Der Verein wurde im Jahr 1913 gegründet und nahm in der Spielzeit 1919/20 erstmals an der italienischen Landesmeisterschaft teil. Legnano konnte sich dabei als Zweitplatzierter des Girone C für die Meisterschaftsendrunde qualifizieren, in welcher sie nur den fünften Rang ihrer Gruppe belegte und damit eine Teilnahme am nationalen Endspiel verpasste. Der Verein war auch die folgenden acht Jahre in der höchsten italienischen Spielklasse vertreten. Nach der Saison 1928/29 stieg Legnano in die neugegründete Serie B ab und schaffte ein Jahr später den direkten Wiederaufstieg. Nach nur einer Spielzeit stieg Legnano jedoch wieder in die Serie B ab. In der Saison 1934/35 folgte mit dem Abstieg in die drittklassige Serie C der erste Tiefpunkt der Vereinsgeschichte.
Nach dem Ende des Zweiten Weltkriegs wurde der Verein vom italienischen Verband in die zweithöchste Spielklasse eingestuft. In der Saison 1950/51 errang Legnano mit dem zweiten Rang in der Serie B den direkten Aufstieg in die Serie A und kehrte somit nach 20 Jahren in die höchste Spielklasse zurück. In der Saison 1951/52 belegte Legnano jedoch abgeschlagen den letzten Rang. Im Folgejahr gelang der Mannschaft erneut der Sprung in die Serie A, doch wiederum folgte der direkte Wiederabstieg 1953/54. Von dem im Jahr 1957 folgenden Fall in die drittklassige Serie C konnte sich Legnano nicht mehr erholen und blieb für viele Jahre in der Drittklassigkeit hängen. Die Saison 1974/75 markierte eine der sportlichen Tiefpunkte der lombardischen Mannschaft. Als letzter des Girone A verabschiedete sich der Verein erstmals vom Profifußball und musste danach in der Serie D antreten.
Die 1980er und 90er-Jahre in Legnano waren mit mehreren Auf- und Abstiegen zwischen der dritt- und fünfthöchsten Spielklasse verbunden, wobei der Verein fünf Spielzeiten in der höchsten Amateurliga bestritt. Im Jahr 2000 gelang schließlich die Rückkehr in den Profifußball, als der Verein nach dem Gewinn des Girone B in die viertklassige Serie C2 aufstieg.
Nach sieben Jahren in der Liga, schaffte die Mannschaft zur Saison 2007/08 den Aufstieg in die drittklassige Serie C1. Nachdem in der Saison 2008/09 nur der 18. Rang in der Lega Pro Prima Divisione erreicht wurde, musste erneut der Gang in die vierthöchste Liga angetreten werden. Am 16. Juli 2010 wurde sie vom Verband aus dieser ausgeschlossen und muss nun in den Amateurligen antreten.

## Ehemalige Spieler
- Luigi Barbesino
- Giuseppe Bigogno
- Ilario Castagner
- Ernesto Càstano
- Davide Corti
- Attilio Demaría
- Davide Fontolan
- Daniele Fortunato
- Nicolas Frey
- András Kuttik
- Elia Legati
- Walter Novellino
- Karl-Erik Palmér
- Ettore Puricelli
- Luigi Riva
- Imre Rokken
- Jonathan Rossini
- Marco Simone

## Ehemalige Trainer
- Luigi Barbesino
- Pierluigi Casiraghi
- András Kuttik
- Attilio Lombardo
- Imre Schöffer